# Karang Nanding
Karang Nanding is een bestuurslaag in het regentschap Bengkulu Tengah van de provincie Bengkulu, Indonesië. Karang Nanding telt 1526 inwoners (volkstelling 2010).